# Riumors

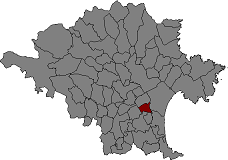
Położenie gminy na mapie comarki Alt Empordà

Riumors – gmina w Hiszpanii,  w Katalonii, w prowincji Girona, w comarce Alt Empordà.
Powierzchnia gminy wynosi 6,54 km². W 2020 roku liczba ludności wynosiła 246, a gęstość zaludnienia 37,6 osoby/km². Wysokość bezwzględna gminy równa jest 7 metrów.